# His Parisian Wife
His Parisian Wife è un film muto del 1919 diretto da Émile Chautard.

## Trama
A Parigi, l'avvocato Martin Wesley si trova ad affrontare un violento acquazzone: la bella Fauvette, una giornalista, condivide l'ombrello con lui e i due fanno amicizia. Prima prendono il tè, poi cenano insieme e, alla fine, decidono di sposarsi. Martin porta con sé la sposa nel New England, dove vive e dove si trovano i suoi genitori, una rigida coppia che disprezza tutte le frivolezze parigine. Ben presto, il comportamento freddo e supponente dei suoi coinvolge anche Martin, che una sera rimprovera Fauvette di essersi presentata a cena con un abito scollato. La separazione tra i due diventa inevitabile: Martin si dà al bere, mentre Fauvette trova lavoro a New York, diventando una nota scrittrice. Tony, un amico di Martin, consola la donna e la loro amicizia iniziale si sta trasformando in qualcosa di più serio. Martin, a questo punto, getta via il bicchiere e si butta a capofitto nella professione, diventando un avvocato di successo. Quando marito e moglie si rivedono, lei dapprima pensa che lui la voglia umiliare, poi, quando Martin le chiede perdono, i due sposi si riconciliano.

## Produzione
Il film fu prodotto dalla Famous Players-Lasky Corporation

## Distribuzione
Distribuito dalla Artcraft Pictures Corporation e dalla Famous Players-Lasky Corporation, il film - presentato da Adolph Zukor - uscì nelle sale cinematografiche USA il 19 gennaio 1919.